# Diritto reale di godimento
I diritti reali di godimento (o diritti reali minori) sono dei diritti reali aventi un contenuto giuridico minore della proprietà.
I diritti reali di godimento attribuiscono a un soggetto il potere di utilizzare, in modo pieno e immediato, un bene di proprietà di un altro soggetto, il quale vede limitato il proprio diritto di proprietà. Quando questo requisito viene meno, perché il titolare del diritto reale minore diventa anche proprietario, automaticamente viene meno il diritto minore, che si estingue attraverso la cosiddetta consolidazione. A differenza della proprietà, che è perpetua, i diritti reali minori possono essere perpetui oppure a tempo determinato. Tutti i diritti reali di godimento si estinguono per non uso, se quest'ultimo si protrae per venti anni.

## Tipi
I diritti reali di godimento sono diritti assoluti che riguardano vincoli reali soggetti a casi di tipicità (sono in numero chiuso, cioè sono soltanto quelli previsti per legge e non rimessi all'autonomia dei privati), al contrario dei vincoli a carattere personale che riguardando l'autonomia contrattuale. I diritti reali di godimento sono: usufrutto, enfiteusi, uso, abitazione, diritto di superficie e servitù.

### Usufrutto
L'usufrutto assicura a un soggetto detto usufruttuario il diritto di utilizzare e godere di un bene che è di proprietà altrui. Quando un bene è gravato da usufrutto il proprietario viene a trovarsi nella situazione di "nudo proprietario", conservando dunque solo la proprietà ma spogliandosi delle prerogative di uso e godimento del bene, dato che sarà solo l'usufruttuario a goderne, traendo tutte le utilità che possono derivare dallo stesso, con l'obbligo però di non mutarne la destinazione economica. L'usufrutto può essere costituito per legge (si parla in tal caso di usufrutto legale), per contratto, per testamento o per usucapione. Il diritto può avere a oggetto sia beni mobili sia immobili, ma deve trattarsi in ogni caso di beni infungibili e inconsumabili, altrimenti, laddove l'oggetto dell'usufrutto riguardi beni consumabili o fungibili si ha il quasi usufrutto. L'usufruttuario può cedere il proprio diritto a terzi se ciò non è vietato dal titolo costitutivo, locare il bene, concedere ipoteca, oltre che ricevere un'indennità (all'atto della cessazione dell'usufrutto) per le migliorie eventualmente apportate al bene stesso. Quanto agli obblighi dell'usufruttuario, invece vi è quello di restituire il bene al termine dell'usufrutto, di utilizzarlo con diligenza, rispettarne la destinazione economica e sostenere le spese e gli oneri per la manutenzione ordinaria oltre che pagare le imposte. Il diritto di usufrutto si estingue per scadenza del termine stabilito tra le parti o per morte dell'usufruttuario. Può estinguersi inoltre per prescrizione ventennale, per consolidazione (laddove l'usufruttuario acquisti anche la proprietà del bene), per il perimento della cosa o per la rinuncia dell'usufruttuario.

### Enfiteusi
L'enfiteusi, oggi di rara applicazione, si realizza quando il proprietario di un fondo concede a una persona, detta enfiteuta, il diritto di goderne, con l'obbligo di migliorarlo e pagare un canone annuo in denaro o in natura determinato da leggi speciali. L'istituto nasce per porre rimedio all'abbandono dei terreni agricoli, esiste però anche un'enfiteusi urbana e in particolare un'enfiteusi edificatoria. L'enfiteuta ha il diritto di affrancazione, ovvero può in qualunque momento acquistare la piena proprietà del fondo pagando una somma equivalente a 15 volte il canone annuo. La durata minima è ventennale e inoltre vi è la possibilità di perpetuità della concessione. L'enfiteuta può disporre del suo diritto per testamento o atto tra vivi, l'alienazione può essere vietata per i primi 20 anni.

### Uso
Il diritto d'uso attribuisce al titolare la facoltà di servirsi della cosa e di goderne dei frutti limitatamente ai bisogni suoi e della famiglia. A differenza dell'usufrutto è personalissimo e non può pertanto essere ceduto né per successione a causa di morte né per atto tra vivi, e si estingue con la morte del titolare del diritto.

### Abitazione
Il diritto di abitazione attribuisce a chi lo possiede la facoltà d'uso al solo scopo di abitarvi, è un diritto incedibile e il titolare può far godere del diritto solo i membri della sua famiglia.

### Superficie
La separazione tra proprietà del suolo e proprietà di ciò che vi è sopra costruito, può verificarsi per legge o per volontà delle parti. Quando sul suolo c'è un diritto limitato che si esaurisce nella facoltà di edificare si parla di diritto di superficie; mentre sull'edificio, se costruito, c'è proprietà superficiaria. Nel caso del condominio, la superficie è comproprietà di tutti i condomini.

### Servitù
La servitù (o servitù prediale) prevede un peso, che può consistere nell'obbligo di non fare o lasciar fare, imposto sopra un determinato fondo (detto servente) per l'utilità di un altro fondo (detto dominante) di proprietà di un altro soggetto. Il peso è legato ai due fondi e quindi ai rispettivi proprietari, pertanto perdura qualora uno o entrambi dei soggetti proprietari dovesse cambiare, la situazione di servitù può costituirsi solo per l'oggettiva utilità. In altre parole è un limite imposto al diritto di proprietà su un fondo per la migliore utilizzazione di un altro fondo, appartenente a diverso proprietario, il quale acquista un diritto reale limitato sul fondo servente. Le servitù si possono costituire coattivamente (imposizione obbligatoria), volontariamente (per contratto o testamento), per usucapione o per destinazione del padre di famiglia. Le principali servitù sono il passaggio, che dà diritto a passare sul fondo servente se il proprio fondo risulta intercluso ossia privo di accesso alla via pubblica, l'acquedotto che dà diritto di far passare le acque proprie attraverso fondi altrui, la servitù di elettrodotto, la servitù di linee telefoniche e la servitù di somministrazione d'acqua. Altri esempi di servitù sono la servitù di parcheggio e la servitù di veduta. Le servitù apparenti sono quelle che richiedono un'opera visibile e permanente. Le servitù si estinguono per prescrizione e confusione.

## I diritti reali di garanzia
I diritti reali assoluti di godimento non sono gli unici diritti reali minori, vi sono infatti i diritti reali di garanzia, più simili ai diritti di credito. Sono diritti che costituiscono una garanzia su un bene, garanzia talmente incisiva da poter essere opposta nei confronti di qualsiasi successivo avente diritto sulla cosa. Sono diritti reali di garanzia il pegno (costituita sui beni mobili) e l'ipoteca (costituita sui beni immobili e su beni mobili registrati).